# الإعلان الدستوري في مصر 2013
في يوم 8 يوليو 2013 أصدر الرئيس عدلي منصور إعلانا دستوري  تضمن 33 مادة كإطار زمني للمرحلة الانتقالية عقب عزل الرئيس محمد مرسي.

## خلفية
بعد مظاهرات حاشدة مناهضة للرئيس وأخرى مؤيدة له يوم 30 يونيو 2013 تدخلت القوات المسلحة المصرية فعزلت الرئيس محمد مرسي وعطلت دستور 2012 وعيّنت عدلي منصور رئيسا مؤقتا للمرحلة الانتقالية. احتجزت القوات المسلحة محمد مرسي في مكان مجهول تمهيدا لمحاكمته لكن أنباءً ذكرت أنه في مقر وزارة الدفاع  ثم ذُكِر أنه في دار الحرس الجمهوري فتوافد أنصاره مطالبين بالإفراج عنه. وفي يوم الإثنين 8 يوليو قتل 51 شخصا على الأقل  وأصيب أكثر من 435 آخرين، بنيران جنود أطلقت من عدة مباني على أنصار الرئيس المعزول محمد مرسي المعتصمين قرب مبنى الحرس الجمهوري  ، وقال الجيش المصري في بيان أذاعه التلفزيون المصري إن «جماعة إرهابية مسلحة» حاولت اقتحام المبنى قبض الجيش على 200 منهم، وبأن ضابطا قد قتل  وأوضح المعتصمون أن قوات الحرس الجمهوري فتحت النار عليهم أثناء تأدية صلاة الفجر في محاولة لفض الاعتصام.

## ردود الفعل
- حزب الحرية والعدالة: قال نائب رئيسه عصام العريان أن الإعلان الدستوري «يغتصب سلطة التشريع من مجلس انتخبه الشعب» وأن هذا تصرف يأتي من «شخص عيّنه انقلابيون».[9]
- حركة تمرد: أعلنت رفضها للإعلان الدستوري الجديد معتبرة إياه، بأنه يرسي أسسا «لدكتاتورية جديدة». وفي تغريدات متتالية على حسابها على تويتر، قالت حركة «تمرد» إنه «لا يمكنها القبول بالإعلان الدستوري لأنه جاء إرضاء السلفيين وقوى ديكتاتورية والجيش».[10]
- جبهة الإنقاذ الوطني: رفضت الإعلان الدستوري وطالبت بتعديلات عليه ومشاورات أوسع بشأن هذه الوثيقة ذات الأهمية الحيوية للتحول السياسي في البلاد. وقالت الجبهة انه لم يجر مشاورتها لكنها لم تسهب فيما تريده من تعديلات.[11]
- حزب التحالف الشعبي الاشتراكي: انتقده الحزب واعتبره «وثيقة تقدم تنازلات لقوى تنتمي للثورة المضادة» و«تيارات الإسلام السياسي، خاصة الدعوة السلفية وحزب النور».[12]
- حركة شباب 6 أبريل: انتقدت تفرد الرئيس المؤقت بإصداره ومنحه الرئيس سلطة التشريع كاملة وعدم حمايته للمدنين من المحاكمات العسكرية.[13]

## النص
إعلان دستورى
رئيس الجمهورية المؤقت
بعد الإطلاع على البيان الصادر عن القيادة العامة للقوات المسلحة في الثالث من يوليو 2013م.
وعلى الإعلان الدستور الصادر في السادس من يوليو 2013م.
قرر

### مادة 1
جمهورية مصر العربية دولة نظامها ديمقراطى يقوم على أساس المواطنة، والإسلام دين الدولة، واللغة العربية لغتها الرسمية، ومبادئ الشريعة الإسلامية التي تشمل أدلتها الكلية وقواعدها الأصولية والفقهية ومصادرها المعتبرة في مذاهب أهل السنة والجماعة، المصدر الرئيس للتشريع.

### مادة 2
السيادة للشعب يمارسها ويحميها، ويصون وحدته الوطنية، وهو مصدر جميع السلطات.

### مادة 3
يقوم النظام الاقتصاد على العدالة الاجتماعية.
وأداء الضرائب والتكاليف العامة واجب وفقا للقانون.
وإنشاء الضرائب العامة وتعديلها أو إلغاؤها لا يكون إلا بقانون.
ولا يعفى أحد من أدائها إلا في الأحوال المبينة في القانون.
ولا يجوز تكليف أحد أداء غير ذلك من الضرائب أو الرسوم إلا في حدود القانون.

### مادة 4
المواطنون لدى القانون سواء، وهم متساوون في الحقوق والواجبات العامة، لا تمييز بينهم في ذلك بسبب الجنس أو الأصل أو النوع أو اللغة أو الدين أو العقيدة.
وتكفل الدولة تكافؤ الفرص بين المواطنين.

### مادة 5
لحياة المواطنين الخاصة حرمة يحميها القانون.
وللمراسلات البريدية والبرقية والمحادثات التليفونية وغيرها من وسائل الاتصال حرمة، وسريتها مكفولة، ولا يجوز مصادرتها أو الإطلاع عليها أو رقابتها إلا بأمر قضائى مسبق ولمدة محددة ووفقا لأحكام القانون.

### مادة 6
الحرية الشخصية حق طبيعى وهي مصونة لا تمس، وفيما عدا حالة التلبس لا يجوز القبض على أحد أو تفتيشه أو حبسه أو تقييد حريته بأى قيد أو منعه من التنقل إلا بعذر تستلزمه ضرورة التحقيق وصيانة أمن المجتمع، ويصدر هذا الأمر من القاضي المختص أو النيابة العامة، وفقا لأحكام القانون والقضاء، ويحدد القانون مدة الحبس الاحتياطى.
وللمساكن حرمة فلا يجوز دخولها ولا تفتيشها إلا بأمر قضائى مسبب وفقا لأحكام القانون.

### مادة 7
حرية الرأى مكفولة، ولكل إنسان التعبير عن رأيه ونشره بالقول أو الكتابة أو التصوير أو غير ذلك من وسائل التعبير في حدود القانون.
وتكفل الدولة حرية العقيدة وحرية ممارسة الشعائر الدينية لأصحاب الشرائع السماوية.

### مادة 8
حرية الصحافة والطباعة والنشر وسائر وسائل الإعلام مكفولة، والرقابة على الصحافة وما تنشره وسائل الإعلام محظورة، وإنذارها أو وقفها أو إلغاؤها بالطريق الإدارى محظور.
ويجوز استثناء في حالة إعلان الطوارئ أو زمن الحرب أن يفرض على الصحف والمطبوعات ووسائل الإعلام رقابة محددة في الأمور التي تتصل بأغراض الأمن القومى، وذلك كله وفقا للقانون.

### مادة 9
العمل حق وواجب وشرف لكل مواطن، تكلفه الدولة على أساس مبادئ المساواة والعدالة، ولا يجوز فرض أي عمل جبراً إلا بمقتضى قانون.

### مادة 10
للمواطنين حق تنظيم الاجتماعات العامة والمواكب والتظاهرات السلمية غير حاملين سلاحًا، وذلك بناء على إخطار ينظمه القانون.
وحق الاجتماع الخاص مكفول ودون حاجة إلى إخطار سابق، ولا يجوز لرجال الأمن حضور الاجتماعات الخاصة أو التنصت عليها.
وللمواطنين حق تكوين الجمعيات وإنشاء النقابات والاتحادات والأحزاب وذلك على الوجه المبين في القانون.
وحظر إنشاء جمعيات يكون نشاطها معادٍ لنظام المجتمع أو سريًا أو ذا طابع عسكرى.
ولا يجوز قيام حزب سياسى على أساس التفرقة بين المواطنين بسبب الجنس أو الأصل أو الدين، ولا يجوز حل الأحزاب إلا بحكم قضائى.

### مادة 11
للملكية العامة حرمة، وحمايتها ودعمها واجب على كل مواطن وفقًا للقانون.
والملكية الخاصة مصونة، ولا يجوز فرض الحراسة عليها إلا في الأحوال المبينة بالقانون وبحكم قضائى ولا تنزع الملكية إلا للمنفعة العامة ومقابل تعويض عادل، وذلك كله وفقا للقانون.
حرية الرأى مكفولة، ولكل إنسان التعبير عن رأيه ونشره بالقول أو الكتابة أو التصوير أو غير ذلك من وسائل التعبير في حدود القانون.

### مادة 12
كل اعتداء على الحرية الشخصية أو حرمة الخاصة للمواطنين وغيرها من الحقوق والحريات العامة التي يكفلها الدستور والقانون جريمة لا تسقط الدعوى الجنائية ولا المدنية الناشئة عنه بالتقادم، وتكفل الدولة تعويضا عادلا لمن وقع عليه الاعتداء.

### مادة 13
الدفاع عن الوطن وأرضه واجب مقدس، والتجنيد إجبارى وفقا للقانون والحفاظ على الوحدة الوطنية، وصيانة أسرار الدولة واجب على كل مواطن.

### مادة 14
العقوبة شخصية.
ولا جريمة ولا عقوبة إلا بناءً على قانون، ولا توقع عقوبة إلا بحكم قضائى، ولا عقاب إلا على الأفعال اللاحقة لتاريخ نفاذ القانون.

### مادة 15
سيادة القانون أساس الحكم في دولة.
والتقاضى حق مصون ومكفول للناس كافة، ولكل مواطن حق الالتجاء إلى قاضيه الطبيعى.
ويحظر النص في القوانين على تحصين أي عمل أو قرار إدارى من رقابة القضاء.

### مادة 16
السلطة القضائية مستقلة، وتتولاها المحاكم على اختلاف أنواعها ودرجاتها، ولا يجوز لأية سلطة التدخل في القضايا أو في شئون العدالة.
والقضاة مستقلون، وغير قابلين للعزل، ولا سلطان عليهم في قضائهم لغير القانون، ولا يجوز لأية سلطة التدخل في القضايا أو في شئون العدالة.
ويكون لأعضاء هيئتى قضايا الدولة والنيابة الإدارية الضمانات المقررة للقضاة.

### مادة 17
مجلس الدولة هيئة قضائية مستقلة، ويختص بالفصل في المنازعات الإدارية وفي الدعاوى التأديبية، ويحدد القانون اختصاصاته الأخرى.

### مادة 18
المحكمة الدستورية العليا هيئة قضائية مستقلة قائمة بذاتها، وتختص دون غيرها بالرقابة القضائية على دستورية القوانين واللوائح، وتتولى تفسير النصوص التشريعية، وذلك كله على الوجه المبين في القانون.
ويعين القانون الاختصاصات الأخرى للمحكمة، وينظم الإجراءات التي تتبع أمامها.

### مادة 19
القضاء العسكرى جهة قضائية مستقلة، يختص دون غيره بالفصل في كافة الجرائم المتعلقة بالقوات المسلحة وضباطها وأفرادها، ويحدد القانون اختصاصاته الأخرى.

### مادة 20
تمارس الجهات والهيئات القضائية الاختصاصات الواردة في هذا الإعلان وفي القوانين القائمة، ولا يجوز تعديل القوانين المنظمة لشئونها خلال مدة سريان هذا الإعلان الدستورى.

### مادة 21
القوات المسلحة ملك الشعب، مهمتها حماية البلاد والحفاظ على أمنها وسلامة أراضيها.
ويحظر على أي فرد أو هيئة أو جهة أو جماعة إنشاء تشكيلات أو فرق أو تنظيمات عسكرية أو شبة عسكرية.
ويبين القانون شروط الخدمة والترقية في القوات المسلحة.

### مادة 22
ينشأ مجلس يسمى 'مجلس الدفاع الوطنى'، يتولى رئيس الجمهورية رئاسته.
ويختص مجلس الدفاع الوطنى بالنظر في الشئون الخاصة بوسائل تأمين البلاد وسلامتها، ومناقشة موازنة القوات المسلحة، ويجب أخذ رأيه في مشروعات القوانين المتعلقة بالقوات المسلحة.
ويبين القانون تشكيل المجلس واختصاصاته الأخرى.

### مادة 23
رئيس الجمهورية هو رئيس الدولة، ورئيس السلطة التنفيذية.
ويسهر على تأكيد سيادة الشعب ورعاية مصالحه، واحترام القانون، وحماية الوحدة الوطنية والعدالة الاجتماعية، ويحافظ على استقلال الوطن وسلامة أراضيه، ويراعى الحدود بين السلطات، وله اتخاذ كافة التدابير والإجراءات اللازمة لحماية البلاد، وذلك كله على الوجه المبين بهذا الإعلان والقانون.

### مادة 24
يتولى رئيس الجمهورية إدارة شئون البلاد، وله في سبيل مباشرة السلطات والاختصاصات الآتية.
1. التشريع بعد أخذ رأى مجلس الوزارة وتنتقل سلطة التشريع لمجلس النواب فور انتخابه.
2. إقرار السياسة العامة للدولة والموازنة العامة ومراقبة تنفيذها.
3. تمثيل الدولة في الداخل والخارج، وإبرام المعاهدات والاتفاقيات الدولية بعد موافقة مجلس الوزراء وتكون لها قوة القانون.
4. تعيين رئيس مجلس الوزراء ونوابه والوزراء ونوابهم وإعفاؤهم من مناصبهم.
5. تعيين الموظفين المدنيين والعسكريين والممثلين السياسيين وعزلهم على الوجه المبين في القانون، واعتماد الممثلين السياسيين للدول الأجنبية.
6. إعلان الحرب بعد أخذ رأى المجلس الأعلى للقوات المسلحة، وموافقة مجلس الدفاع الوطنى.
7. العفو عن العقوبة أو تخفيفها، أما العفو الشامل فلا يكون إلا بالقانون.
8. السلطات والاختصاصات الأخرى المقررة لرئيس الجمهورية بمقتضى القوانين واللوائح وله أن يفوض في أي من هذه الاختصاصات.

### مادة 25
يتولى مجلس الوزراء السلطة التنفيذية كل فيما يخصه، وللمجلس على الأخص مباشرة الاختصاصات الآتية:
1. الاشتراك مع رئيس الجمهورية في وضع السياسة العامة للدولة والإشراف على تنفيذها وفقا للقانون والقرارات الجمهورية.
2. توجيه وتنسيق ومتابعة أعمال الوزارات والجهات التابعة لها والهيئات والمؤسسات العامة.
3. إصدار القرارات الإدارية والتنفيذية وفقا للقوانين واللوائح والقرارات ومراقبة تنفيذها.
4. إعداد مشروعات القوانين والقرارات الجمهورية.
5. إعداد مشروع الموازنة العامة للدولة.
6. إعداد مشروع الخطة العامة للدولة.
7. عقد القروض ومنحها وفقا لأحكام الدستور.
8. تنفيذ القوانين، والمحافظة على أمن الدولة، ومصالحها، وحماية حقوق المواطنين وحرياتهم.

### مادة 26
يصدر رئيس مجلس الوزراء لوائح الضبط واللوائح اللازمة لتنفيذ القوانين، إلا إذا حدد القانون من يصدر اللوائح اللازمة لتنفيذه.
كما يصدر اللوائح اللازمة لإنشاء المرافق والمصالح العامة وتنظيمها بعد موافقة مجلس الوزراء، فإذا رتب ذلك أعباء جديدة على الموازنة العامة للدولة، وجبت موافقة رئيس الجمهورية.

### مادة 27
يعلن رئيس الجمهورية، بعد موافقة مجلس الوزراء، حالة الطوارئ على النحو الذي ينظمه القانون.
ويكون إعلان حالة الطوارئ لمدة محددة لا تجاوز ثلاثة أشهر ولا يجوز مدها إلا لمدة مماثلة موافقة الشعب في استفتاء عام.

### مادة 28
تشكل بقرار من رئيس الجمهورية خلال مدة لا تجاوز خمسة عشر يوما من تاريخ صدور هذا الإعلان لجنة خبراء تضم اثنين من أعضاء المحكمة أعضاء المحكمة الدستورية العليا وهيئة المفوضين بها، واثنين من قضاة القضاء العادى، واثنين من قضاة مجلس الدولة، وأربعة من أساتذة القانون الدستورى بالجامعات المصرية، وتختار المجالس العليا للهيئات والجهات القضائية ممثليها، ويختار المجلس الأعلى للجامعات أساتذة القانون الدستورى.
وتختص اللجنة باقتراح التعديلات على دستور 2012 المعطل، على أن تنتهى من عملها خلال ثلاثين يوما من تاريخ تشكيلها.
ويحدد القرار الصادر بتشكيل اللجنة مكان انعقادها وقواعد تنظيم العمل بها.

### مادة 29
تعرض اللجنة المنصوص عليها في المادة السابقة مقترح التعديلات الدستورية على لجنة تضم خمسين عضوا، يمثلون كافة فئات المجتمع وطوائفه وتنوعاته السكانية، وعلى الأخص الأحزاب والمثقفين والعمال والفلاحين وأعضاء النقابات المهنية والاتحادات النوعية والمجالس القومية والأزهر والكنائس المصرية والقوات المسلحة والشرطة والشخصيات العامة، على أن يكون من بينهم عشرة من الشباب والنساء على الأقل، وترشح كل جهة ممثليها، ويرشح مجلس الوزراء الشخصيات العامة.
ويتعين أن تنتهى اللجنة من إعداد المشروع النهائى للتعديلات الدستورية خلال ستين يومًا على الأكثر من ورود المقترح إليها، تلتزم خلالها بطرحه على الحوار المجتمعى.
ويصدر رئيس الجمهورى القرارات اللازمة لتشكيل اللجنة وتحديد مكان انعقادها، وتحدد اللجنة القواعد المنظمة لعملها والإجراءات الكفيلة بضمان الحوار المجتمعى حول التعديلات.

### مادة 30
يعرض رئيس الجمهورية مشروع التعديلات الدستورية على الشعب لاستفتائه عليه خلال ثلاثين يومًا من تاريخ وروده إليه، ويعمل بالتعديلات من تاريخ إعلان موافقة الشعب عليها في الاستفتاء، ويقوم رئيس الجمهورية بالدعوة لانتخاب مجلس النواب خلال خمسة عشر يوما من هذا التاريخ لإجراء الانتخابات خلال مدة لا تقل عن شهر ولا تجاوز شهرين، وخلال أسبوع على الأكثر من أول انعقاد لمجلس النواب تتم الدعوة لإجراء الانتخابات الرئاسية.
وتتولى اللجنة العليا للانتخابات القائمة في تاريخ بهذا الإعلان الإشراف الكامل على الاستفتاء.

### مادة 31
تنشر القوانين في الجريدة الرسمية خلال أسبوع من يوم إصدارها، ويعمل بها بعد شهر من اليوم التانى لتاريخ نشرها، إلا إذا حددت لذلك ميعادا آخر.

### مادة 32
كل ما قررته القوانين واللوائح من أحكام قبل صدور هذا الإعلان الدستورى يبقى صحيحا ونافذاً، ومع ذلك يجوز إلغاؤها أو تعديلها وفقا للقواعد والإجراءات المقررة في هذا الإعلان.

### مادة 33
ينشر هذا الإعلان في الجريدة الرسمية ويعمل به من اليوم التالى لتاريخ نشره.